# Adina (ca sĩ)
Adina Thembi Ndamse (sinh ngày 3 tháng 10)  được biết đến với nghệ danh Adina là một ca sĩ, nhạc sĩ, diễn viên người Ghana gốc Nam Phi và đôi khi là một người mẫu. Bà là người chiến thắng trong chương trình thực tế âm nhạc Stars of the Future năm 2008  Đĩa đơn thứ tám của bà có tựa đề "Quá muộn" đã giành được hai giải thưởng của bà - Thu âm của năm và Ca sĩ nữ xuất sắc nhất của năm tại Giải thưởng âm nhạc Vodafone Ghana 2018 ở Ghana.

## Sự nghiệp âm nhạc và tuổi thơ
Adina bắt đầu hát khi bà còn là một bà gái trẻ. Bà có bằng cấp trung học tại Trường trung học nữ Wesley và sau đó chuyển đến Đại học Trung tâm nơi bà có bằng Nghiên cứu về Môi trường và Phát triển. Lớn lên khi còn bé, bà tham gia Dàn hợp xướng nhà hát quốc gia nơi bà được biểu diễn tại các chương trình Kidafest và Fun World.
bà đã trở nên nổi bật trong nền âm nhạc Ghana khi bà tham gia chương trình thực tế âm nhạc "Những ngôi sao của tương lai" do Charter House Ghana tổ chức và cuối cùng trở thành người chiến thắng.